# Vi sitter i Ventrilo och spelar DotA
"Vi sitter i Ventrilo och spelar DotA" (tiếng Thụy Điển có nghĩa là "Chúng tôi đang ngồi ở Ventrilo, chơi DotA") là một bài hát của DJ nhạc dance người Thụy Điển Basshunter, phối lại từ bài hát tiếng Pháp "Daddy DJ" của Daddy DJ. Lời bài hát, bằng tiếng Thụy Điển, nói về việc sử dụng chương trình voice chat Ventrilo khi chơi Defense of the Ancients, một mode của Warcraft III: Reign of Chaos. Đây là đĩa đơn thứ hai trong album đầu tiên của Basshunter LOL.

## Phát triển
Một phiên bản tiếng Anh của bài hát có tên "All I Ever Wanted" được phát hành dưới dạng đĩa đơn tại Vương quốc Anh vào ngày 7 tháng 7 năm 2008.

## Xếp hạng

### Xếp hạng tuần
| Bảng xếp hạng (2006–2007)             | Vị trí Cao nhất |
| ------------------------------------- | --------------- |
| Áo (Ö3 Austria Top 40)                | 18              |
| Đan Mạch (Tracklisten)                | 7               |
| Phần Lan (Suomen virallinen lista)    | 2               |
| Germany (Official German Charts)      | 33              |
| Germany (Official German Charts) DotA | 30              |
| Ireland (IRMA)                        | 49              |
| Hà Lan (Single Top 100)               | 9               |
| Na Uy (VG-lista)                      | 7               |
| Slovakia (Rádio Top 100)              | 54              |
| Thụy Điển (Sverigetopplistan)         | 6               |

### Xếp hạng năm
| Bảng xếp hạng (2006)       | Vị trí |
| -------------------------- | ------ |
| Netherlands (MegaCharts)   | 89     |
| Sweden (Sverigetopplistan) | 16     |